# Статистика на Ферми-Дирак
Ферми-Дирак статистиката описва начина на разпределение на частиците между квантовите състояния на система от невзаимодействащи фермиони.
За система от частици, които са описани от антисиметрична вълнова функция, в сила е Принципът на забраната на Паули, така че във всяко едно от квантовите състояния на системата не може да има повече от една частица. Ферми-Дирак статистиката е основана на този принцип.
Ферми-Дирак статистиката изразява средния брой фермиони, които заемат дадено квантово състояние на системата при дадени температура и химичен потенциал. Тя е предложена за първи път от Енрико Ферми през 1926 г., а връзката ѝ с квантовата механика е изяснена от Пол Дирак през същата година .
Средният брой частици в квантово състояние {\displaystyle k} е:
{\displaystyle {\overline {n_{k}}}={\frac {1}{e^{(\epsilon _{k}-\mu )/k_{B}T}+1}}}
Където {\displaystyle \epsilon _{k}} e енергията на квантовото състояние,{\displaystyle \mu } e химичният потенциал, {\displaystyle k_{B}} е константата на Болцман, а {\displaystyle T} е температурата.
За {\displaystyle {\overline {n_{k}}}} важи неравенството
{\displaystyle 0\leq {\overline {n_{k}}}\leq 1},
както изисква Принципът на Паули.